# Явгес (озеро)
Явгес — пресноводное озеро на территории Юшкозерского сельского поселения Калевальского района Республики Карелии.

## Общие сведения
Площадь озера — 1,4 км², площадь водосборного бассейна — 5,25 км². Располагается на высоте 111,9 метров над уровнем моря.
Форма озера продолговатая: оно вытянуто с севера на юг. Берега каменисто-песчаные, преимущественно заболоченные.
Из южного залива озера вытекает река Явгес, впадающая в реку Кепа. Кепа впадает в озеро Кулянъярви, через которое протекает река Кемь.
К западу от озера проходит просёлочная дорога.
Код объекта в государственном водном реестре — 02020000911102000005971.